# Jisshu Sengupta
Jisshu Sengupta (bengali: যীশু সেনগুপ্ত), född Biswaroop Sengupta den 15 mars 1977 i Calcutta i Indien, är en bengalispråkig indisk skådespelare. Han har arbetat med välkända regissörer såsom Shyam Benegal, Rituparno Ghosh, Shob Charitro Kalponik, Abohoman och Gautam Ghose.

## Filmografi
| År   | Film                                           | Regissör                         | Medskådespelare                                                                  | Musik                           |
| ---- | ---------------------------------------------- | -------------------------------- | -------------------------------------------------------------------------------- | ------------------------------- |
| 2014 | Piku                                           | Shoojit Sircar                   | Amitabh Bachchan, Deepika Padukone, Irrfan Khan                                  |                                 |
| 2014 | Sesh Bole Kichu Nei                            | Anjan Dutt                       | Subhashree Ganguly, Anjan Dutt                                                   | Neeal Dutt                      |
| 2014 | Mardaani                                       | Pradeep Sarkar                   | Rani Mukherji                                                                    | Shantanu Moitra                 |
| 2014 | Jaatishwar                                     | Srijit Mukherjee                 | Prosenjit Chatterjee, Abir Chatterjee, Swastika Mukherjee, Riya Sen              | Kabir Suman, Indradeep Dasgupta |
| 2013 | Golemale Pirit Koro Na                         | Anindya Banerjee                 | Ritwick Chakraborty, Payal Sarkar, Kanchan Mullick                               | Akash                           |
| 2012 | Barfi!                                         | Anurag Basu                      | Priyanka Chopra, Ranbir Kapoor, Ileana D'Cruz                                    | Pritam                          |
| 2012 | Chitrangada: The Crowning Wish                 | Rituparno Ghosh                  | Rituparno Ghosh, Raima Sen, Deepankar De, Anjan Dutt                             | Debojyoti Mishra                |
| 2011 | Takhan Teish                                   | Atanu Ghosh                      | Indrani Haldar, Paoli Dam, Aparajita Ghosh Das, Tanusree Shankar, Rajatava Dutta |                                 |
| 2011 | Noukadubi                                      | Rituparno Ghosh                  | Raima Sen, Riya Sen, Prosenjit Chatterjee,                                       |                                 |
| 2010 | Arekti Premer Golpo                            | Kaushik Ganguly, Rituparno Ghosh | Rituparno Ghosh, Indraneil Sengupta, Raima Sen                                   |                                 |
| 2010 | Abohoman                                       | Rituparno Ghosh                  | Deepankar De, Ananya Chatterjee, Mamata Shankar                                  |                                 |
| 2010 | Kachhe Achho Tumi                              | Pallab Ghosh                     | Swastika Mukherjee                                                               | Zubeen Garg                     |
| 2010 | Khono Bidai Bolo Na                            | S.K.Murlidharan                  | Malabika, Rajatabha dutta                                                        |                                 |
| 2009 | Neel Akasher Chadni                            |                                  |                                                                                  |                                 |
| 2008 | Kakatua                                        |                                  |                                                                                  |                                 |
| 2008 | The Last Lear                                  | Rituparno Ghosh                  | Amitabh Bachchan, Preity Zinta                                                   |                                 |
| 2008 | Bangal Ghoti Phataphati                        |                                  |                                                                                  |                                 |
| 2008 | Shob Charitro Kalponik                         | Rituparno Ghosh                  | Prasenjit Chatterjee, Bipasha Basu                                               |                                 |
| 2008 | 90 Ghanta                                      |                                  |                                                                                  |                                 |
| 2008 | Bor Asbe Ekhuni                                |                                  |                                                                                  |                                 |
| 2008 | Golmaal                                        |                                  |                                                                                  |                                 |
| 2008 | Janatar Aadalat                                |                                  |                                                                                  |                                 |
| 2008 | Janmadata                                      |                                  |                                                                                  |                                 |
| 2008 | Love                                           |                                  |                                                                                  |                                 |
| 2008 | Premer Kahini                                  |                                  |                                                                                  |                                 |
| 2007 | Chakra                                         |                                  |                                                                                  |                                 |
| 2007 | Kalishankar                                    |                                  |                                                                                  |                                 |
| 2007 | Mahaguru                                       |                                  |                                                                                  |                                 |
| 2007 | Rudra The Fire                                 |                                  |                                                                                  |                                 |
| 2007 | Shapmochon                                     |                                  |                                                                                  |                                 |
| 2006 | Amra                                           |                                  |                                                                                  |                                 |
| 2006 | Bhumiputra                                     |                                  |                                                                                  |                                 |
| 2006 | Hangama                                        |                                  |                                                                                  |                                 |
| 2006 | Pita                                           |                                  |                                                                                  |                                 |
| 2006 | Swarthopar                                     |                                  |                                                                                  |                                 |
| 2006 | Tapasya                                        |                                  |                                                                                  |                                 |
| 2005 | Netaji Subhas Chandra Bose: The Forgotten Hero | Shyam Benegal                    | Sachin Khedekar, Kulbhushan Kharbanda, Rajit Kapur, Divya Dutta, Arif Zakaria    |                                 |
| 2005 | Chore Chore Mastuto Bhai                       |                                  |                                                                                  |                                 |
| 2005 | Debi                                           |                                  |                                                                                  |                                 |
| 2005 | Mayer Raja                                     |                                  |                                                                                  |                                 |
| 2005 | Sangram                                        |                                  |                                                                                  |                                 |
| 2005 | Shudhu Bhalobasa                               |                                  |                                                                                  |                                 |
| 2005 | Swapna                                         |                                  |                                                                                  |                                 |
| 2004 | Anyay Atyachar                                 |                                  |                                                                                  |                                 |
| 2004 | Gerakal                                        |                                  |                                                                                  |                                 |
| 2004 | Premi                                          |                                  |                                                                                  |                                 |
| 2004 | Raja Babu                                      |                                  |                                                                                  |                                 |
| 2004 | Sajani                                         |                                  |                                                                                  |                                 |
| 2004 | Samudra Sakshi                                 |                                  |                                                                                  |                                 |
| 2003 | Abar Aranye                                    | Gautam Ghose                     | Soumitra Chatterjee, Subhendu Chatterjee, Samit Bhanja, Sharmila Tagore, Tabu    |                                 |
| 2003 | Biswasghatak                                   |                                  |                                                                                  |                                 |
| 2003 | Guru                                           | Swapan Saha                      | Mithun Chakraborty, Tapas Paul, Rachana Banerjee                                 |                                 |
| 2003 | Memsaheb                                       |                                  |                                                                                  |                                 |
| 2003 | Sneher Protidan                                |                                  |                                                                                  |                                 |
| 2002 | Chhelebela                                     |                                  |                                                                                  |                                 |
| 2002 | Debdas                                         |                                  |                                                                                  |                                 |
| 2002 | Ektu Chhoa                                     |                                  |                                                                                  |                                 |
| 2002 | Kurukshetra                                    |                                  |                                                                                  |                                 |
| 2002 | Manush Amanush                                 |                                  |                                                                                  |                                 |
| 2002 | Moner Majhe Tumi                               | Motiur Rahman Panu               | Riaz, Purnima                                                                    |                                 |
| 2001 | Bidhatar Khela                                 |                                  |                                                                                  |                                 |
| 2000 | Rin Mukti                                      |                                  |                                                                                  |                                 |
| 2000 | Shesh Thikana                                  |                                  |                                                                                  |                                 |
| 1999 | Priyojon                                       |                                  |                                                                                  |                                 |